# Vulgar
Vulgar è il quarto album della band Visual Kei giapponese Dir En Grey.

## Tracce
1. "Audience Killer Loop"
2. "The IIIRD Empire"
3. "Increase Blue"
4. "Shokubeni"
5. "Sajou no Uta"
6. "RED...[EM]"
7. "Asunaki Koufuku, Koenaki Asu"
8. "Marmelade Chainsaw"
9. "Kasumi"
10. "Я to the core"
11. "Drain Away"
12. "New Age Culture"
13. "Obscure"
14. "Child Prey"
15. "Amber"